# Ricoh 5A22
Der Ricoh 5A22 ist ein Mikrocontroller mit einer 8/16-Bit-Architektur, welcher von Ricoh für die Spielkonsole Super Nintendo Entertainment System (SNES) hergestellt wurde. Sein Mikroprozessorkern basiert auf dem 65C816 von WDC (der beispielsweise im Apple IIgs Verwendung fand). Die genannten Prozessoren entstammen der Prozessorfamilie des MOS 6502.

## Wesentliche Merkmale

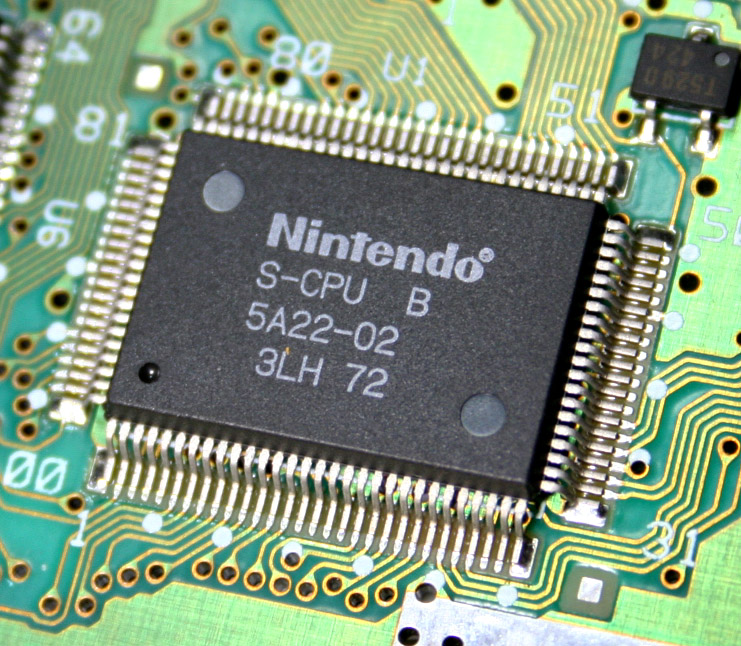
Ricoh 5A22

Neben dem 65C816-Prozessorkern besitzt der 5A22 zusätzlich folgende Komponenten:
- Schnittstellenleitungen für den Controller-Port, sowohl für seriellen als auch parallelen Zugriff auf die Controller-Daten
- Einen parallelen 8-Bit-I/O-Port, der im SNES weitgehend ungenutzt blieb
- Einen Schaltkreis zur Erzeugung von Non-Maskable Interrupts (NMIs – nicht maskierbaren Unterbrechungsanforderungen) innerhalb der vertikalen Austastlücke
- Einen Schaltkreis zur Erzeugung von IRQs (Unterbrechungsanforderungen) an einer berechneten Bildposition
- Eine DMA-Einheit, die zwei primäre Modi unterstützt:
  - Normaler DMA, für Blocktransfers mit einer Datenrate von 2,68 MB/s
  - DMA innerhalb der horizontalen Austastlücke, zur Übertragung kleiner Datenmengen am Ende einer Bildschirmzeile
- Register für Multiplikation und Division
- Zwei getrennte Adressbusse, die den 8-Bit-Datenbus steuern: einen 24-Bit-Bus A für allgemeinen Zugriff und einen 8-Bit-Bus B hauptsächlich für APU- und PPU-Register

## Leistung
Die CPU verwendet einen Systembus mit variabler Zugriffsgeschwindigkeit, die durch den angeforderten Speicherort bestimmt wird. Der Bus besitzt einen Takt von 3,58 MHz für Nicht-Zugriffs-Zyklen bzw. wenn auf Bus B oder die meisten der internen Register zugegriffen wird; und entweder 2,68 oder 3,58 MHz bei einem Zugriff auf Bus A. Die Controller-Ports der seriellen Register arbeiten lediglich mit 1,79 MHz. Der 5A22 arbeitet mit rund 1,5 MIPS und hat einen theoretischen Spitzenwert von 1,79 Millionen 16-Bit-Additionen pro Sekunde.